# Asmaa Abdol-Hamid
Asmaa Riyad Abdol-Hamid (født 22. november 1981 i Forenede Arabiske Emirater) er en dansk socialrådgiver og samfundsdebattør. Hun fik meget stor pressebevågenhed i forbindelse med, at hun som troende muslim stillede op som folketingskandidat for Enhedslisten i 2007. Det skyldtes ikke mindst, at hun bar tørklæde (hijab) og ikke ville give hånd til mænd, når hun hilste, men i stedet lagde hånden på sit hjerte. Hun blev førstesuppleant for partiet til Folketinget i Københavns Storkreds, men trak sig året efter fra aktiv politik.

## Personlig historie
Asmaa Abdol-Hamid har palæstinensisk baggrund, idet hun blev født i en palæstinensisk flygtningefamilie i Forenede Arabiske Emirater og som femårig sammen med sin familie kom til Danmark i 1986. Efter et kort ophold i Sandholmlejren flyttede familien i eget hus i den lille by Genner i Sønderjylland, hvor familien boede under det meste af Asmaas opvækst. Efter et kort ophold i Rødekro flyttede familien til Odense. Her tog hun en højere handelseksamen fra Tietgenskolen i 2000 og blev i 2004 uddannet socialrådgiver fra Den Sociale Højskole, Odense. Hun har efterfølgende arbejdet som familiekoordinator i Roskilde Kommune og har været afdelingsformand i Bøgeparken i Vollsmose.
I 2013-2021 var hun ansat som konsulent i Fyns Politi. Hendes arbejde  i politiet havde til formål at skabe bedre kontakt mellem politiet og borgere med anden etnisk baggrund og afmystificere politiets arbejde.

## Politik og offentlig omtale
Abdol-Hamid var oprindelig medlem af Socialdemokratiet i nogle år indtil 2004. Hun forsøgte at blive opstillet for dette parti til kommunalvalget, men den lokale partibestyrelse valgte ikke at støtte hende med den begrundelse, at den frygtede, at hun ville blande sine politiske synspunkter sammen med sine religiøse. Kort efter meldte hun sig ind i Enhedslisten. Hun stillede op til Odense Byråd for dette parti ved kommunalvalget 2005 og blev førstesuppleant. Med 579 personlige stemmer var hun 73 stemmer fra en plads i byrådet. Forud for kommunalvalget vakte det opsigt, at hun på grund af sin muslimske tro ikke ville give hånd til mandlige kolleger, men i stedet valgte at hilse ved at lægge hånden på hjertet som et tegn på respekt.
Hun var talsperson for de elleve muslimske organisationer, der i 2005 politianmeldte Jyllands-Posten for blasfemi og racediskrimination efter avisens publicering af Muhammed-tegningerne.
Asmaa Abdol-Hamid blev Danmarks første muslimske tv-vært på en public service-kanal, da hun i 2006 blev studievært på DR2-programmet Adam og Asmaa sammen med Adam Holm. Programmet gjorde hende kendt i den brede befolkning, samtidig med at hendes tørklæde og ønske om ikke at hilse med håndtryk på mænd medførte kritik fra dele af offentligheden.

### Opstilling til Folketinget
I april 2007 offentliggjorde Enhedslisten, at partiet ønskede at opstille Abdol-Hamid til Folketinget. Efter en urafstemning blev hun nummer 7 på en vejledende kandidatliste, og ved partiets årsmøde i maj blev hun opstillet som nr. to på partiets liste i København, hvilket med partiets daværende opbakning blev regnet for en ret sikker kreds. Opstillingen medførte dog efterfølgende meget stor debat både i og udenfor Enhedslisten. Det skyldtes både, at Abdol-Hamid bar hijab og ikke ønskede at give hånd til mænd, og at hun i medierne blev citeret for at svare uklart på spørgsmål om dødsstraf og homoseksuelles ret til insemination. En meningsmåling foretaget for MetroXpress i april 2007 blandt ca. 1000 danskere pegede på, at 47 % af de adspurgte mente, at det var i orden at bære tørklæde på Folketingets talerstol, mens 40 % var uenige. Dobbelt så mange unge som ældre mente ikke, at tørklædet udgjorde et problem.
I Politikens At tænke sig-rubrik (ATS) optrådte Abdol-Hamid i 2007 under navnet Astmaa Babydoll-Hamid.
Efter offentliggørelsen af Abdol-Hamids kandidatur oplevede Enhedslisten en nedgang i meningsmålingerne fra en vælgertilslutning på ca. 3 % til kun 1,6 % (og dermed under spærregrænsen) i august 2007. Abdol-Hamid mente selv efterfølgende, at den megen negative presseomtale af hende havde medvirket til denne udvikling.
Pga. vedvarende intern kritik af Abdol-Hamids kandidatur valgte Enhedslistens hovedbestyrelse 11. oktober 2007 at indkalde til ekstraordinært årsmøde 17. november med et nyvalg til hovedbestyrelsen og en ny urafstemning om bl.a. Abdol-Hamids placering på partilisten. 24. oktober udskrev Anders Fogh Rasmussen imidlertid folketingsvalg til afholdelse allerede 13. november, og partiet nåede således ikke at afholde det ekstraordinære årsmøde. Ved valget gik partiet to mandater tilbage fra seks til fire, men nåede dog over spærregrænsen. Abdol-Hamid fik 3.822 personlige stemmer, hvilket gav hende pladsen som førstesuppleant for Johanne Schmidt-Nielsen i Københavns Storkreds.
I en efterevaluering gav partiets lokalafdelinger udtryk for, at "Asmaa-effekten" sammen med "Villy-effekten" (Socialistisk Folkepartis formand Villy Søvndals store vælgertække ved det pågældende valg) var de to hovedårsager til, at partiet var gået tilbage ved folketingsvalget. 
I februar 2008 meddelte Abdol-Hamid, at hun ville holde pause fra politik og dermed også som folketingskandidat.

## Synspunkter

### Religion
I et interview omtalt i Ekstrabladet d. 1. maj 2007, udtalte Abdol-Hamid i 2004 i et program på TV2/Fyn om det generelle syn på muslimer: "Man har et billede af, at muslimerne er en stor homogen gruppe, der mener det samme. Og hver gang de bare skal ud i køkkenet og lave en drømmekage, så skal de åbne koranen og finde opskriften der."
I et interview bragt i Information d. 31. maj 2003 udtalte hun: "For mig er Koranen en brugsanvisning på, hvordan livet skal leves på bedst mulig måde. Alt, hvad jeg gør i min hverdag, relaterer jeg til religionen. Koranen har været en kanonstøtte for mig. Den hjælper mig utrolig meget. Jeg har aldrig befundet mig i en situation, hvor den ikke slog til."

### Dødsstraf
I et interview bragt i Politiken 20. april 2007 citerede avisen Abdol-Hamid for at svare på spørgsmålet, om hun var imod dødsstraf: "Jeg synes ikke, at verden er så firkantet, at jeg bare kan svare ja eller nej på det spørgsmål. Skal jeg så også svare på, om solen er rød eller gul. Det irriterer mig at få det spørgsmål. Hvorfor stiller du ikke det samme spørgsmål til danske politikere?" Abdol-Hamid udsendte efterfølgende en pressemeddelelse, hvor hun understregede, at hun var imod dødsstraf, som hun mente var forkasteligt.

### Homoseksualitet
I et interview i Fyns Stiftstidende i januar 2006 blev Abdol-Hamid spurgt: "Enhedslisten går ind for homoseksuelles ret til adoption. Er du enig?", hvortil hun svarede: "Jeg går ind for den individuelle frihed, men det her ved jeg ikke så meget om, så jeg skal lige studere partiprogrammet lidt nærmere."
Et år senere svarede Abdol-Hamid det samme, da hun i et interview i Information i april 2007 atter blev spurgt til sin holdning om homoseksuelles ret til at adoptere. Her svarede hun: "Jeg går fuldt og helt ind for Enhedslistens partiprogram, men hvis jeg skal være helt ærlig, så har jeg ikke sat mig ind i det på dette område". Adspurgt om, hvad hun syntes om homoseksualitet generelt, svarede hun, at "Jeg kunne aldrig finde på at åbne døren til folks soveværelser. Der er ikke nødvendigvis en modsætning mellem at være muslim og acceptere homoseksualitet. Det ligger under den personlige frihed, som er meget vigtig for mig."
I september 2007 sagde Abdol-Hamid i et interview til Politiken, at man ikke skal fokusere på, hvad folk har af seksualitet, race eller religion, og dømme homoseksuelle eller andre mennesker, og at man ikke bliver en ikke-muslim, fordi man er homoseksuel. Foreningen Sabaah modtog udmeldingen meget positivt.

### Ligestilling
I november 2006 var Abdol-Hamid med til at stifte det muslimske kvindenetværk De Grønne Slør, der skulle kæmpe mod undertrykkelse af kvinder. I den forbindelse blev hun omtalt som "muslimsk feminist".
Abdol-Hamid skrev i september 2005 i Kristeligt Dagblad, at  man skal erkende, at der er biologiske, mentale og psykiske forskelle mellem mænd og kvinder, og at hun som muslim ville opfordre "...kvinderne til at kæmpe for ligestilling mellem kønnene med forskellene taget i betragtning".
Abdol-Hamid har flere gange argumenteret for, at islam og islamiske værdier i sig selv ikke er kvindeundertrykkende, men at kulturelle traditioner i flere muslimske lande kan være det. Derfor opfatter hun heller ikke det islamiske tørklæde som kvindeundertrykkende. Hun har blandt andet sagt: "At jeg går med tørklæde betyder ikke, at jeg er undertrykt eller stakkels. De værdier, jeg lever ud fra, er islamiske og ikke arabiske. Det er vigtigt at skelne mellem religion og kultur. Arabisk tankegang er på mange områder kvindeundertrykkende, og selvom jeg er araber, træffer jeg ikke mine valg udfra kulturen, men på baggrund af min religion. Ellers ville jeg ikke være nået så langt, som jeg er i dag."

### Udenlandske tropper i Irak
I juni 2007 gav Abdol-Hamid udtryk for støtte til modstanden mod udenlandske troppers tilstedeværelse i Irak i et interview i Socialistisk Arbejderavis. Her udtalte hun blandt andet: "Det er også nødvendigt, at vi støtter f.eks. irakernes kamp mod besætterne. Det er i alt for høj grad lykkes at stemple modstandsbevægelserne som terrorister. I bund og grund er de et udtrykt for almindelige menneskers rimelige ønske om at få et bedre liv."
Måneden efter udtalte hun til B.T.: "Jeg støtter den irakiske folkebevægelses kamp imod besættelsesmagten. Som alle andre har de ret til at leve i et land, hvor de selv bestemmer." Enhedslistens folketingsmedlem Frank Aaen udtalte også, at kampen mod bl.a. danske soldater var legitim.
Udtalelserne vakte meget opsigt, også fordi hun sammenlignede irakiske oprøreres kamp med den danske modstandsbevægelse under 2. verdenskrig. Også internt i Enhedslisten var flere kritiske overfor Abdol-Hamids udtalelser. Den konservative folketingskandidat Rasmus Jarlov anmeldte hende til politiet for overtrædelse af straffelovens §100 om landsforræderi. Fyns Politi afviste dog at behandle sagen under henvisning til, at der var tale om en lovlig politisk meningstilkendegivelse.

## Injuriesag
Abdol-Hamid skrev i 2023 flere opslag på Facebook, hvor hun insinuerede, at den daværende TV 2-journalist Jotam Confino kunne være påvirkningsagent for Israel, hvilket hun gjorde med baggrund i hans mange artikler om Israel-Palæstina-Gaza. Confino anlagde sag imod Abdol-Hamid for æreskrænkelse og bagvaskelse, og i januar 2025 blev hun dømt ved Københavns byret for injurier og bagvaskelse overfor Confino. Abdol-Hamid blev idømt 10 dagbøder af 1.000 kroner og til at betale 35.000 kroner samt sagsomkostninger på 39.500 kroner til Jotam Confino. Confino havde oprindelig krævet 200.000 kr. i erstatning. Flere jurister og professorer udtalte dog straks efter dommen, at den ikke bare var overraskende og hård, men også urimelig på en del punkter, da den nemlig omhandlede flere sager end kun spørgsmålet om "påvirknings-agent". Abdol-Hamid fortalte efterfølgende, at hun ville anke dommen.